# Сольданелла
Сольданелла (лат. Soldanella) — род многолетних трав семейства Первоцветные. Существует около 10 видов, растущих в горах Средней и Южной Европы; некоторые из них разводят как декоративные.

## Внешний вид
Листья почковидные или округлые, собраны в прикорневую розетку. Цветут сольданеллы ранней весной; цветки пятичленные, обычно голубого или лилового цвета, поникшие. Сгруппированы в соцветие-зонтик, редко бывают одиночные. Венчик колокольчатый. Плод — коробочка.

## Виды
- Soldanella alpicola
- Soldanella alpina L. typus[1] — Сольданелла альпийская
- Soldanella angusta
- Soldanella austriaca
- Soldanella calabrella
- Soldanella carpatica
- Soldanella chrysosticta
- Soldanella hungarica
- Soldanella major
- Soldanella marmarossiensis
- Soldanella minima Сольданелла малая
- Soldanella montana
- Soldanella oreodoxa
- Soldanella pindicola
- Soldanella pseudomontana
- Soldanella pusilla Сольданелла крохотная
- Soldanella rhodopaea
- Soldanella tatricola
- Soldanella villosa